# Wurmbea dolichantha
Wurmbea dolichantha är en tidlöseväxtart som beskrevs av Rune Bertil Nordenstam. Wurmbea dolichantha ingår i släktet Wurmbea och familjen tidlöseväxter. Inga underarter finns listade i Catalogue of Life.